# Ulan-Majorat (gmina)
Pour les articles homonymes, voir Ulan-Majorat.
Ulan-Majorat est une gmina rurale (gmina wiejska) du powiat de Radzyń Podlaski, dans la Voïvodie de Lublin, dans l'est de la Pologne.
Son siège administratif (chef-lieu) est le village d'Ulan-Majorat, qui se situe environ 10 kilomètres (km) à l'ouest de Radzyń Podlaski (siège du powiat) et 62 kilomètres au nord de la capitale régionale Lublin (capitale de la voïvodie).
La gmina couvre une superficie de 107,77 km2 pour une population de 6 062 habitants en 2006.

## Histoire
De 1975 à 1998, le village est attaché administrativement à l'ancienne voïvodie de Biała Podlaska.

Depuis 1999, il fait partie de la nouvelle voïvodie de Lublin.

## Géographie
La gmina inclut les villages (sołectwa) de:

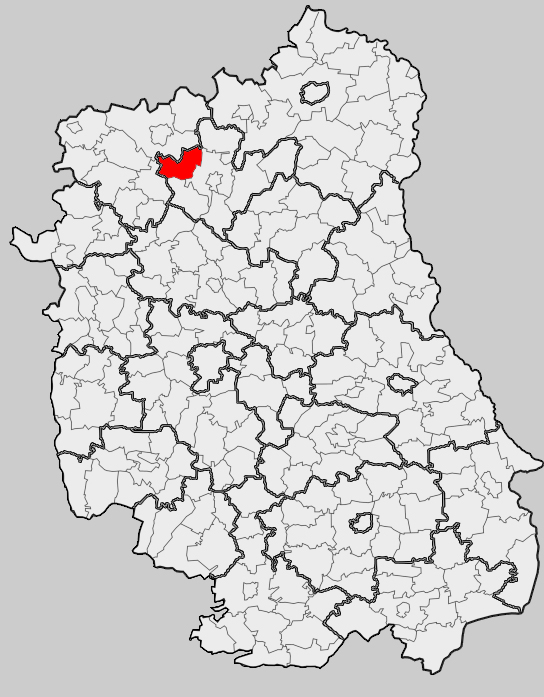
Position de la gmina dans la voïvodie

- Domaszewnica
- Gąsiory
- Kępki
- Klębów
- Kolonia Domaszewnica
- Kolonia Domaszewska
- Paskudy
- Rozwadów
- Sętki
- Skrzyszew
- Sobole
- Stanisławów
- Stok
- Ulan Duży
- Ulan Mały
- Ulan-Majorat
- Wierzchowiny
- Zakrzew
- Zarzec Ulański
- Żyłki

### Gminy voisines
La gmina d'Ulan-Majorat est voisine des gminy de:
- Borki
- Kąkolewnica Wschodnia
- Łuków
- Radzyń Podlaski
- Wojcieszków

## Structure du terrain
D'après les données de 2002, la superficie de la commune d'Ulan-Majorat est de 107,77 kilomètres carrés, répartis comme telle :
- terres agricoles : 83%
- forêts : 10%

La commune représente 11,17% de la superficie du powiat.

## Démographie
Données du 30 juin 2004 :
| Description        | Total  | Total | Femmes | Femmes | Hommes | Hommes |
| ------------------ | ------ | ----- | ------ | ------ | ------ | ------ |
| Unité              | Nombre | %     | Nombre | %      | Nombre | %      |
| Population         | 6 102  | 100   | 977    | 48,8   | 3 125  | 1,2    |
| Densité (hab./km²) | 56,6   | 56,6  | 27,6   | 27,6   | 29     | 29     |